# Conescharellina diffusa
Conescharellina diffusa is een mosdiertjessoort uit de familie van de Conescharellinidae. De wetenschappelijke naam van de soort is voor het eerst geldig gepubliceerd in 2004 door Bock & Cook.